# The Mothers of Invention
The Mothers of Invention — американская рок-группа из Калифорнии под руководством Фрэнка Заппы.
Работы группы характеризуются использованием необычных звуковых эффектов, причудливыми обложками альбомов, а также высоким уровнем исполнительского мастерства на концертах. Состав группы никогда не был стабильным и часто менялся. Единственным постоянным участником на протяжении всего периода существования группы являлся Фрэнк Заппа.
Группа была сформирована из музыкантов ритм-н-блюзового коллектива The Soul Giants, в состав которого входили Рэй Коллинз, Дэвид Коронадо, Рэй Хант, Рой Эстрада и Джимми Карл Блэк. Рэй Коллинз, вокалист коллектива, в 1965 году предложил Заппе войти в его состав группы вместо ушедшего гитариста Рэя Ханта, который конфликтовал с ним. Заппа настоял на том, чтобы группа исполняла его песни и сменила название на The Mothers. Под его руководством группа подписала контракт с Verve Records и выпустила в 1966 году дебютный альбом Freak Out!. На тот момент оригинальный состав выглядел так:
- Рэй Коллинз — вокал
- Фрэнк Заппа — гитара, вокал
- Эллиот Ингбер — гитара
- Рой Эстрада — бас-гитара, бэк-вокал
- Джимми Карл Блэк — ударные

В годы лидерства Фрэнка Заппы группа выпустила несколько альбомов, которые стали довольно известными, в том числе Absolutely Free, We’re Only in It for the Money и Uncle Meat. В 1969 году по инициативе Фрэнка Заппы группа распалась. В 1970 году Заппа возродил группу, в новый состав которой вошли Йен Андервуд, Джефф Симмонс, Джордж Дюк, Эйнсли Данбар, а также вокальный дуэт Flo & Eddie, включавший себя Марка Фольмана и Говарда Кейлана. Позже в состав вошёл бывший участник группы The Turtles, басист Джим Понс. Этот состав просуществовал до конца 1971 года, когда в результате падения в оркестровую яму Заппа почти на год оказался прикованным к инвалидной коляске.
Во время восстановления от полученной травмы Заппа сосредоточился на биг-бэндах и оркестровой музыке. Последний состав The Mothers Заппа сформировал в 1973 году, в который вошли Ральф Хамфри, Сал Маркес, Наполеон Мёрфи Брок, Джордж Дьюк, Том и Брюс Фаулеры, Рут и Йен Андервуды. Последний альбом The Mothers of Invention Bongo Fury был выпущен в 1975 году, во время записи которого также участвовали Капитан Бифхарт, гитарист Денни Уолли и барабанщик Терри Боззио. Последние два музыканта после распада группы продолжили играть с Фрэнком Заппой, который на тот момент стал независимым музыкантом.

## История группы (1964—1969)
Группа The Soul Giants образовалась в 1964 году в результате встречи в ломбарде двух её основателей: басиста Роя Эстрады и барабанщика Джимми Карла Блэка, продававшего свои тарелки от ударной установки, чтобы раздобыть себе денег на жизнь. Позднее к ним примкнули саксофонист Дэйв Коронадо и гитарист Рэй Хант. Первоначально коллектив играл кавер-версии ритм-н-блюзовых песен. Когда группа прослушивались в клубе для постоянной работы, владелец клуба настоял, чтобы участники наняли вокалиста Рэя Коллинза. Во время работы группы между Коллинзом и Хантом возникли конфликты, которые закончились увольнением последнего. После случившегося инцидента Рэй Коллинз был вынужден обратиться к Фрэнку Заппе с просьбой присоединиться к группе. Заппа согласился и вскоре стал лидером группы, а также её вторым вокалистом (хотя никогда он не считал себя певцом). В первый состав группы вошли: гитарист и вокалист Фрэнк Заппа, вокалист Рэй Коллинз, бас-гитарист Рой Эстрада, ударник Джимми Карл Блэк и саксофонист Дэвид «Дэйв» Коронадо. Заппа убедил коллектив, что для получения контракта со звукозаписывающим лейблом нужно было играть его песни. После появления Заппы группа сначала была переименована в Сaptain glasspack & his magic mufflers, а затем в The Mothers по аллюзии с праздником день матери. После этого группу покинул саксофонист Дэвид Коронадо, на место которого сначала пришла фолк-гитаристка и певица Элис Стюарт, а затем гитарист Генри Вестайн, который в дальнейшем прославился в группе Canned Heat. После того, как началось сотрудничество с менеджером Хербом Коэном группа привлекла к себе внимание расцветающей андеграундной сцены Лос-Анджелеса, тем самым увеличив доходы с концертов. В начале 1966 года группа, игравшая песню Trouble Every Day, посвящённую расовым беспорядкам в Уоттсе, была замечена продюсером Томом Уилсоном, который стал известен благодаря сотрудничеству с Бобом Диланом и c дуэтом Simon and Garfunkel.
Благодаря Уилсону The Mothers подписали контракт с Verve Records, подразделением MGM Records, получившим известность в музыкальной индустрии за релизы современных джазовых пластинок 1940-х — 1950-х годов, адаптированных под поп и рок-музыку. Компания настаивала, чтобы группа поменяла название, так как слово mother на сленге являлось сокращением от motherfucker, означавшего «ублюдок» (это слово также могло обозначать очень опытного музыканта). Лейбл предложил новое название — The Mothers Auxiliary, но Заппа придумал более оригинальное название, и группа была переименована в The Mothers of Invention, а Генри Вестайна заменили гитаристы Джеймс Гарсио и Стив Манн, которые потом уступили место Эллиоту Ингберу.

### Дебютный альбом Freak Out! (1966)
Вместе с Томом Уилсоном группа при участии студийного оркестра в 1966 году записала новаторский альбом Freak Out!. Среди гостей в альбоме были Ким Фоули, Доктор Джон, а также главный представитель Лос-Анджелесского андерграунда и тогдашний промоутер группы Карл Францони. Эта пластинка стала вторым в истории рока двойным альбомом (после Blonde on Blonde Боба Дилана). Альбом представлял собой смесь ритм-н-блюза, ду-вопа, конкретной и экспериментальной музыки, завоевав «наркотическую» аудиторию Лос-Анджелеса того времени. Также в этом альбоме присутствовали элементы протопанка и раннего альтернативного рока. Заппа был недоволен результатами записи, в интервью конца 1960-х годов (включённом в посмертный альбом MOFO Project/Object) он отмечал, что последняя композиция «Return of the Son of Monster Magnett» должна была стать ключевым треком и предполагалась более концептуальной, но фирма звукозаписи не дала завершить работу. Тем не менее, благодаря альбому Заппу отметили как «новый голос в рок-музыке» и как «противоядие жестокой потребительской культуре Америки». Несмотря на сырой звук, альбом содержал довольно сложные аранжировки, во время записи альбома некоторые сессионные музыканты были удивлены тем, что Заппа требовал от них читать ноты с листа, чего обычно не требовалось при работе над стандартными рок-записями. Тексты песен альбома отмечены как нонконформистские, написанные с пренебрежением к авторитетам и несущие дадаистские элементы. Тем не менее, в этом альбоме нашлось место, казалось бы, обычным песням о любви. Все композиции альбома были написаны Заппой, в процессе записи он полностью контролировал работу над аранжировками и музыкальными решениями, сделав большое количество наложений. Уилсон, пользуясь своими связями в музыкальной индустрии, обеспечивал финансирование создания альбома. После выхода альбома Фрэнк решил добавить к ритм-секции второго барабанщика и пригласил на эту вакансию Денни Брюса, который некоторое время был участником группы, но выбыл по причине инфекционного мононуклеоза. Его заменил перкуссионист Билл Манди, и состав укомплектовался в виде секстета, а осенью 1966 года состав группы кардинально поменялся: ушёл Эллиот Ингбер, чтобы создать свой проект The Fraternity of Man. На концертах временно были задействованы клавишник Ван Дайк Паркс и гитарист Дел Катчер, а затем Заппа пригласил на постоянной основе следующих музыкантов: Дон Престон (клавишные), Банк Гарднер (деревянные духовые инструменты), гитарист (а также бас-гитарист) Джим Филдер (вскоре ушёл в Buffalo Springfield).
В 1967 году Уилсон спродюсировал второй альбом группы под названием Absolutely Free, который был записан в ноябре 1966 года, а сведён в Нью-Йорке, большую часть записи контролировал Заппа. Этот альбом продемонстрировал широкие исполнительские возможности The Mothers of Invention, отмечен резкими сменами ритма в песнях, сплавом музыкальных жанров, характерным для стиля Фрэнка Заппы. В текстах песен Plastic People и Brown Shoes Don’t Make It высмеиваются лицемерие и конформизм американского общества, а также эстетика контркультуры 1960-х. По поводу альбома Заппа выразился так: «Мы — сатирики, пришедшие всё высмеивать».

### Нью-йоркский период (1966—1968)
В конце 1966 года в Нью-Йорке прошло первое выступление The Mothers of Invention, а в 1967 году во время Пасхи был заключён контракт, согласно которому группа выступила в Garrick Theater в Нью-Йорке. Выступление оказалось успешным, и Херб Коэн продлил тур, который в итоге растянулся на полгода. В результате вся группа The Mothers of Invention вместе с Заппой и его женой переехали в Нью-Йорк. Выступления группы сочетали строгость исполнения (Заппа управлял исполнением дирижёрскими жестами) с индивидуальными импровизациями участников группы. В выступлениях часто принимали участие приглашённые музыканты, на сцену регулярно приглашались зрители, например, на одном из выступлений Заппа выманил на сцену нескольких американских морских пехотинцев, обзывая выставленную большую куклу прозвищем «гук», пехотинцы прямо на сцене куклу разорвали.
Находясь всё время в Нью-Йорке (с перерывом только на один европейский тур), группа записала альбом We’re Only in It for the Money, оцениваемый как лучший в творчестве группы 1960-х годов. Альбом был практически целиком спродюсирован Заппой, Уилсон выполнял лишь административные функции. С этого времени Заппа начал продюсировать все альбомы группы (а также свои собственные). При записи альбома использовано множество изобретательских приёмов, какие только были известны в поп-музыке того времени, тексты песен пронизаны едкой сатирой на субкультуру хиппи и идеологию «власти цветов». Обложка альбома, созданная Кэлом Шенкелем пародировала альбом The Beatles Sgt. Pepper’s Lonely Hearts Club Band. Тем временем к группе присоединились саксофонист Джеймс «Моторхэд» Шервуд и мультиинструменталист Йен Андервуд, игравший в основном на духовых и клавишных инструментах (иногда на гитаре).
Отражая эклектичный подход Заппы к музыке, следующий альбом, выпущенный в 1968 году под названием Cruising with Ruben & the Jets, сильно отличался от своих предшественников: это был сборник пародийных ду-воп-песен, Заппа отмечал, что альбом был задуман как отсылка к неоклассическому творчеству Стравинского: «Если он смог принять формы и клише классической музыки и извратить их, так почему бы мне не сделать то же самое с ду-вопом пятидесятых годов?». В одной из песен альбома прослеживается тема балета «Весна священная».

В Нью-Йорке Заппа чаще стал пользоваться монтажом плёнки в качестве инструмента при сочинении песен. Ярким образцом подобной техники является двойной альбом Uncle Meat, где в композицию King Kong были вмонтированы различные записи студийных и «живых» выступлений. Заппа начал регулярно записывать свои концерты, и за счёт настройки своего музыкального инструмента и точной синхронизации ему удалось увеличить свою производительность в студии. Позднее, Фрэнк начал объединять записи различных композиций в новые части, независимо от темпа или метров. Заппа назвал этот процесс «ксенохронией» (от ксенос — «чужеродный» или «незнакомый» и хронос — «время»). Заппа также развил композиционный подход, назвав его «концептуальной целостностью», означавшей, что любая композиция или альбом становились частью более крупного проекта. Концептуальные ключи целостности композиций проявлялись в течение всего творчества Фрэнка Заппы.
В конце 1960-х годов Заппа продолжил развивать деловые стороны своей карьеры. Он и Херб Коэн основали фирмы Bizarre и Straight Records, являвшиеся подразделениями Warner Brothers Records, которые должны были помочь финансированию проектов и повысить творческий контроль. Заппа стал продюсером двойного альбома Капитана Бифхарта Trout Mask Replica и пластинок Элиса Купера, Уайлд-Мэна Фишера и группы The GTOs, а также последнего концерта Ленни Брюса.

### Роспуск группы (1969)

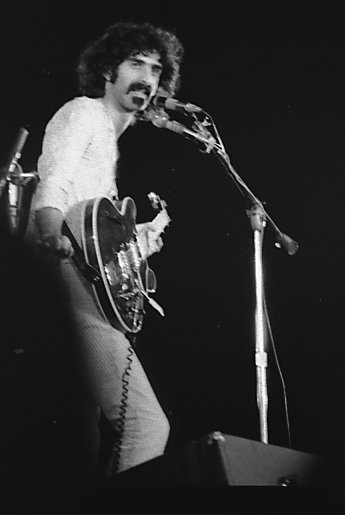
Заппа на бульваре Клиши, Париж, 1971

После выпуска альбома Cruising with Ruben & the Jets Заппа и его группа вернулись в Лос-Анджелес летом 1968 года. Несмотря на успех среди европейских поклонников, финансовые дела группы шли не очень хорошо. Первые записи группы ориентировались на вокальную музыку, однако после написания композиций в жанрах инструментальный джаз и классическая музыка зрители окончательно запутались в направлении группы. Заппа почувствовал, что зрители не оценили его «электрическую камерную музыку».
К 1969 году в группе было девять членов, которых Заппа поддерживал за счёт своих гонораров, независимо от того выступала ли они или нет. За это время вновь произошла смена состава: на место Билла Манди, ушедшего в свою собственную группу и подписавшего контракт с Elektra Rhinoceros, пришли перкуссионист Арт Трипп, гитарист Лоуэлл Джордж (покинул группу незадолго до роспуска) и трубач Базз Гарднер (брат Банка Гарднера). Также в 1969 году у Заппы возник конфликт с MGM Records, результатом которого стало расторжение контракта и подписание нового с Reprise Records. В конце 1969 года группа распалась. В качестве основной причины распада Фрэнк часто ссылался на финансовые трудности, а также на отсутствие у участников группы больших творческих усилий. Многие члены группы были обижены на решение Заппы, а некоторые из них восприняли это как «музыкальное совершенствование Заппы за счёт человеческих чувств». Другие же были недовольны его «диктатурой», ссылаясь на тот факт, что Заппа никогда не находился в том же отеле, что и участники группы. Оставшиеся записи группы были выпущены в виде двух сборников под названиями Weasels Ripped My Flesh и Burnt Weeny Sandwich (оба выпущены в 1970 году).
После того, как группа The Mothers of Invention была распущена, в 1969 году Заппа выпустил самый известный сольный альбом под названием Hot Rats. Этот диск впервые содержал продолжительные сольные гитарные партии, а также одну из самых популярных композиций Peaches en Regalia, которая несколько раз появлялась в последующих альбомах Заппы. В записи приняли участие многие известные музыканты, работавшие в таких жанрах, как джаз, блюз и ритм-н-блюз, в том числе скрипач Дон Харрис, барабанщики Джон Герин и Пол Хамфри, мультиинструменталист и бывший член группы The Mothers of Invention Йен Андервуд, бас-гитарист Шагги Отис, а также Капитан Бифхарт, вокал которого был записан для единственной песни «Willie the Pimp». Эта пластинка стала очень популярным альбомом в Англии и оказала большое влияние на развитие джаз-фьюжн.
В 1970 году Заппа познакомился с дирижёром Зубином Мета. В мае 1970 года они организовали концерт, где Мета был дирижёром Лос-Анджелесского филармонического оркестра для рок-группы Фрэнка Заппы. По мнению Фрэнка, большая часть музыкального материала была написана в отелях во время тура с группой The Mothers of Invention. Несколько композиций позже фигурировали в фильме «200 мотелей». Несмотря на то, что концерт прошёл с успехом, Фрэнк не был доволен работой симфонического оркестра. Недовольство работой оркестра было постоянной проблемой на протяжении всей карьеры Заппы. Фрэнк зачастую считал, что качество исполнения его материала, предоставленного оркестру, не было соразмерено с денежными затратами, которые он расходовал на оркестровые концерты и записи.Тогда же в мае, Заппа для этой цели реанимировал The Mothers of Invention, собрав временный состав под этим названием, включавший от старого состава Билла Манди, Рэя Коллинза (в последний раз участвовавшего в The Mothers), Джеймса Шервуда, Йена Андервуда, Дона Престона и новых музыкантов; басиста Джеффа Симмонса и британского барабанщика Эйнсли Данбара (вместо Роя Эстрады и Джимми Карл Блэка), и вместе с Лос-Анджелесским филармоническим оркестром дали несколько выступлений.

## История группы (1970—1975)

### Возрождение и кинопроизводство (1970)

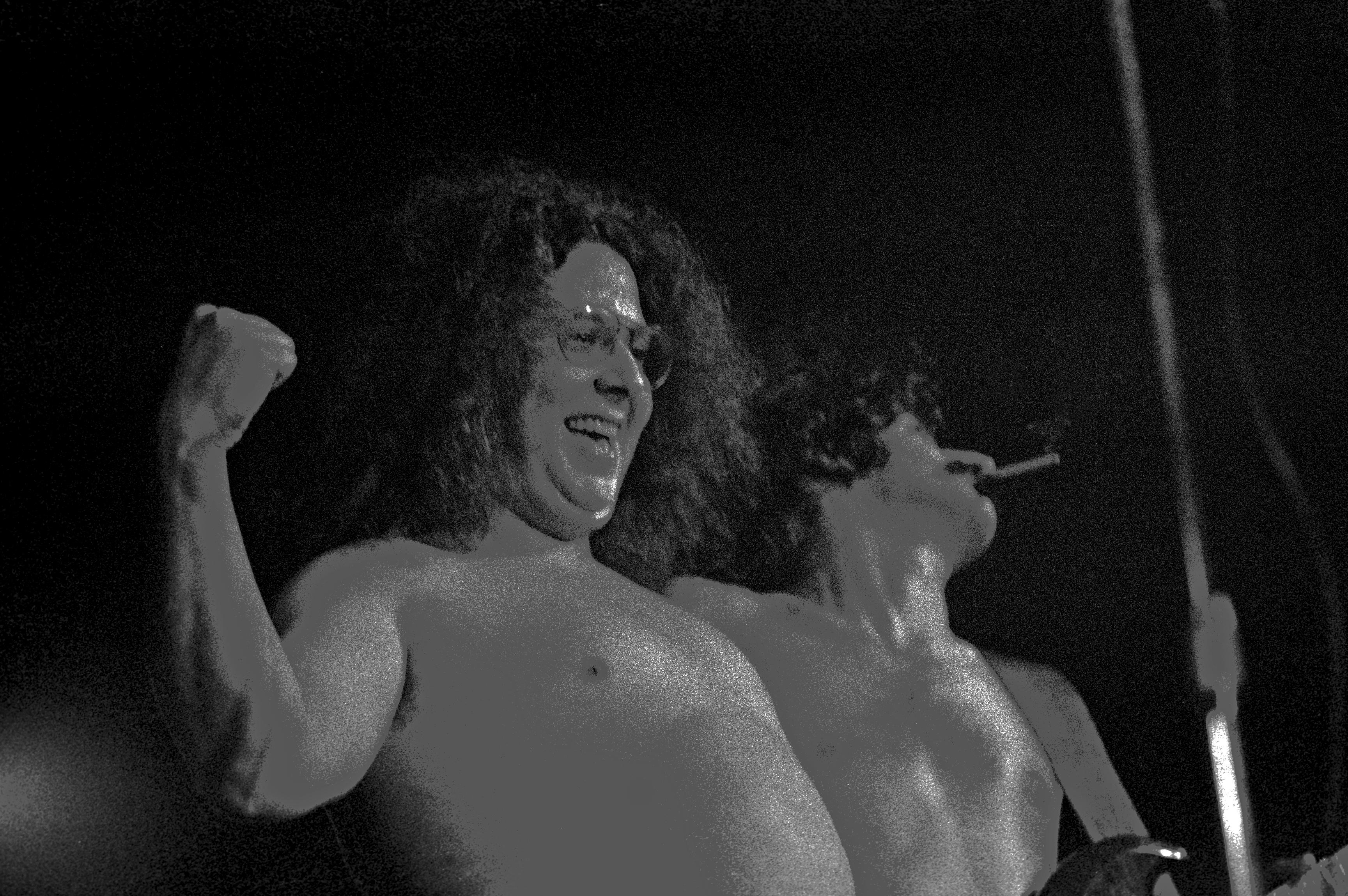
Фольман, Марк, выступающий с группой The Mothers в 1971 году.

В июне того же года Фрэнк сформировал новый постоянный состав The Mothers(вторая часть названия группы с момента возрождения часто опускалась), в который вошли барабанщик Эйнсли Данбар, клавишник Джордж Дюк, мультиинструменталист Йен Андервуд, бас-гитарист и ритм-гитарист Джефф Симмонс, а также три участника группы The Turtles: бас-гитарист Джим Понс, а также вокалисты Марк Фольман и Ховард Кэйлан, которые из-за постоянных юридических и контрактных проблем, приняли сценическое имя The Phlorescent Leech и Eddie.
Этот состав The Mothers дебютировал на следующем сольном диске Заппы Chunga’s Revenge, который стал двойным альбомом к фильму «200 мотелей». В этом фильме участвовали группа The Mothers, Королевский филармонический оркестр, Ринго Старр, Теодор Байкель и Кит Мун. Фильм, сорежиссёрами которого были Заппа и Тони Палмер, был снят за неделю на Pinewood Studios в пригороде Лондона. Во время съёмок фильма была напряжённость в отношениях между Заппой, актёрами и членами группы The Mothers. Основной идеей фильма была свободная жизнь рок-музыкантов в дороге. Эта картина стала первым сфотографированным фильмом, который был вставлен в видеокассету с 35-миллиметровой плёнкой, позволив создать новые визуальные эффекты. Фильм получил различные отзывы критиков. Несмотря на то, что музыка к фильму в значительной степени была оркестровой, недовольство Заппы с миром классической музыки только усилилось, когда концерт, запланированный в Роял Альберт-холле после съёмок, был отменён из-за обнаруженных в некоторых текстах песен непристойных выражений. В 1975 году Заппа проиграл судебный процесс против Роял Альберт-холла из-за нарушения договора.
После фильма «200 мотелей» группа отправилась в тур, результатом которого стали два концертных альбома: Fillmore East — June 1971 и Just Another Band from L.A.. Последний альбом включает в себя двадцатиминутную композицию «Billy the Mountain», которая была сатирой на рок-оперу, устроенную в Южной Калифорнии. Эта композиция представляла собой театральное представление группы, эскизы песен которого были использованы для основы фильма 200 Motels, а также новые сцены, зачастую изображавшие сексуальные контакты членов группы The Mothers во время переездов.

### Пожар в Казино де Монтрё, падение в оркестровую яму и их последствия (1971—1972)

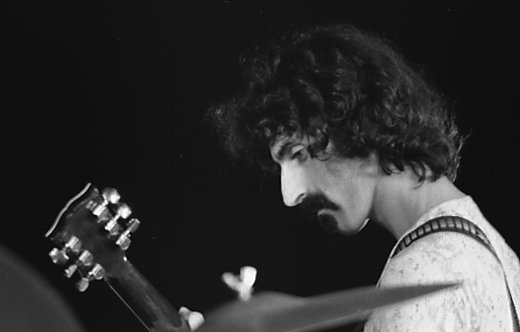
Фрэнк Заппа в Париже, ранние 70-е

В 1971 году происходит смена состава группы: место ушедшего бас-гитариста Джеффа Симмонса окончательно занимает бывший член группы The Turtles Джим Понс, а на место клавишника Джорджа Дюка сначала приходит Боб Харрис, а затем органист из оригинального состава The Mothers Дон Престон. В таком составе группа просуществовала до декабря 1971 года, когда произошло два происшествия, которые оказали серьёзное влияние на дальнейшую творческую деятельность Фрэнка Заппы.
Во время выступления в Казино де Монтрё в Швейцарии произошёл пожар, в результате которого казино и аппаратура группы были уничтожены. Событие, увековеченное в песне «Smoke On The Water» группы Deep Purple, и его последствия можно услышать в песне на бутлеге «Swiss Cheese/Fire», который был выпущен как часть компиляции Beat the Boots II. После недельного перерыва группа выступила в лондонском Rainbow Theatre, арендовав музыкальную аппаратуру. Во время выхода на бис один из поклонников столкнул Фрэнка Заппу со сцены на бетонированный пол оркестровой ямы. Группа думала, что Заппа погиб, однако тот отделался серьёзными переломами, травмами головы, спины, ног и шеи, а также расщеплением связок гортани, которое в конечном итоге стало причиной понижения голоса на большую терцию после лечения. В результате этого несчастного случая Заппа находился в инвалидной коляске на протяжении более полугода.
В 1971—1972 годов во время вынужденного гастрольного перерыва Заппа выпустил две джазовые сольные пластинки Waka/Jawaka и The Grand Wazoo, на запись которых были приглашены сессионные музыканты и бывшие участники The Mothers. В музыкальном плане альбом был похож на Hot Rats. Проведя в инвалидной коляске более полугода, Фрэнк вернулся на сцену в сентябре 1972 года. В это время Заппа всё ещё носил скобу, что было заметно по его хромоте и невозможности долгое время стоять на сцене. Первой попыткой возвращения на сцену стала серия концертов в сентябре 1972 года вместе с биг-бэндом под названием Grand Wazoo. С октября по декабрь 1972 года прошли американские гастроли, во время которых Фрэнк Заппа выступал с уменьшенным составом Grand Wazoo, известным как Petit Wazoo. Заппа отметил, что одна нога исцелилась «быстрее, чем другие части тела» (об этом позже упоминается в текстах песен Zomby Woof и Dancin' Fool), являясь следствием хронических болей в спине. Тем временем The Mothers находились в неопределённости и в конце концов образовали ядро группы Flo & Eddie, с которой они отправились в своё турне.

### Выпуск новых альбомов и распад группы (1973—1975)
После выпуска двух сольных джазовых альбомов Waka/Jawaka и The Grand Wazoo Заппа начинает гастролировать с маленькими группами, в которых в разное время числились мультиинструменталист Йен Андервуд, перкуссионистка Рут Андервуд, трубач и вокалист Сэл Маркес, саксофонист и вокалист Наполеон Мерфи Брок, тромбонист Брюс Фаулер, бас-гитарист Том Фаулер, ударники Честер Томпсон и Ральф Хамфри, клавишник Джордж Дюк, а также скрипач Жан-Люк Понти.
Заппа продолжал поддерживать высокий уровень своих работ в первой половине 1970-х годов. В 1974 году вышел сольный альбом Apostrophe ('), который достиг десятого места в чарте Billboard за счёт сингла Don’t Eat The Yellow Snow. Следующими альбомами этого периода стали Over-Nite Sensation, Roxy & Elsewhere и One Size Fits All, выпущенные, соответственно, в 1973, 1974 и 1975 годах. Альбом Over-Nite Sensation содержит такие песни, как «Dinah-Moe Humm» и «Montana», которые в будущем стали регулярно исполняться на концертах Заппы. Альбомы Roxy & Elsewhere и One Size Fits All содержат изменённые версии композиций, отличающиеся напряжённым исполнением крайне трудных джаз-фьюжн песен особенно в композициях «Inca Roads», «Echidna’s Arf (Of You)» и «Be-Bop Tango (Of the Old Jazzmen’s Church)». Запись живого выступления 1974 года под названием You Can’t Do That on Stage Anymore, Vol. 2, выпущенная в 1988 году, показала «полное превосходство духа группы в 1973—75 годах».
В 1975 году Заппа выпустил альбом Bongo Fury, который включал в себя концертные записи тура, во время которого Фрэнк воссоединился на короткий период времени с Капитаном Бифхартом. Впоследствии они отдалились друг от друга на несколько лет, однако всегда поддерживали контакты друг с другом вплоть до смерти Фрэнка Заппы от рака простаты. Bongo Fury стал последним альбомом группы The Mothers. Начиная с 1976 года, все свои последующие коллективы Фрэнк именовал просто Zappa.
В 1993 году Заппа выпустил альбом под названием Ahead Of Their Time, на котором был записан материал оригинального состава группы The Mothers of Invention.
В 2008 году в Германии от рака лёгких скончался Джимми Карл Блэк. 25 декабря 2011 года от неизвестной болезни умер саксофонист Джеймс Шервуд. В 2012 году бас-гитариста Роя Эстраду приговорили к 25 годам лишения свободы за растление несовершеннолетней. 24 декабря 2012 года в Клермонте от остановки сердца скончался оригинальный вокалист Рэй Коллинз. 5 августа 2013 года в возрасте 67 лет скончался Джордж Дюк.

## Дискография
Студийные альбомы
- Freak Out! (1966)
- Absolutely Free (1967)
- We’re Only in It for the Money (1968)
- Cruising with Ruben & the Jets (1968)
- Uncle Meat (1969)
- Burnt Weeny Sandwich (1970)
- Weasels Ripped My Flesh (1970)
- Over-Nite Sensation (1973)
- One Size Fits All (1975)
- Bongo Fury (1975)

Сборники
- Mothermania (1969)
- Joe's Corsage (2004, записано 1964-65)

Концертные альбомы
- Playground Psychotics (1992, записано 1970-71)
- Fillmore East - June 1971 (1971)
- Just Another Band from L.A. (1972)
- Roxy & Elsewhere (1974)
- You Can’t Do That on Stage Anymore, Vol. 2 — Концерт в Хельсинки (1988, записан 1974)
- Ahead of Their Time (1993, записан 1968)
- Carnegie Hall (2011, записано 1971)